# Tillandsia pseudosetacea
Tillandsia pseudosetacea är en gräsväxtart som beskrevs av Renate Ehlers och Werner Rauh. Tillandsia pseudosetacea ingår i släktet Tillandsia och familjen Bromeliaceae. Inga underarter finns listade i Catalogue of Life.